# Bjurholmsgatan

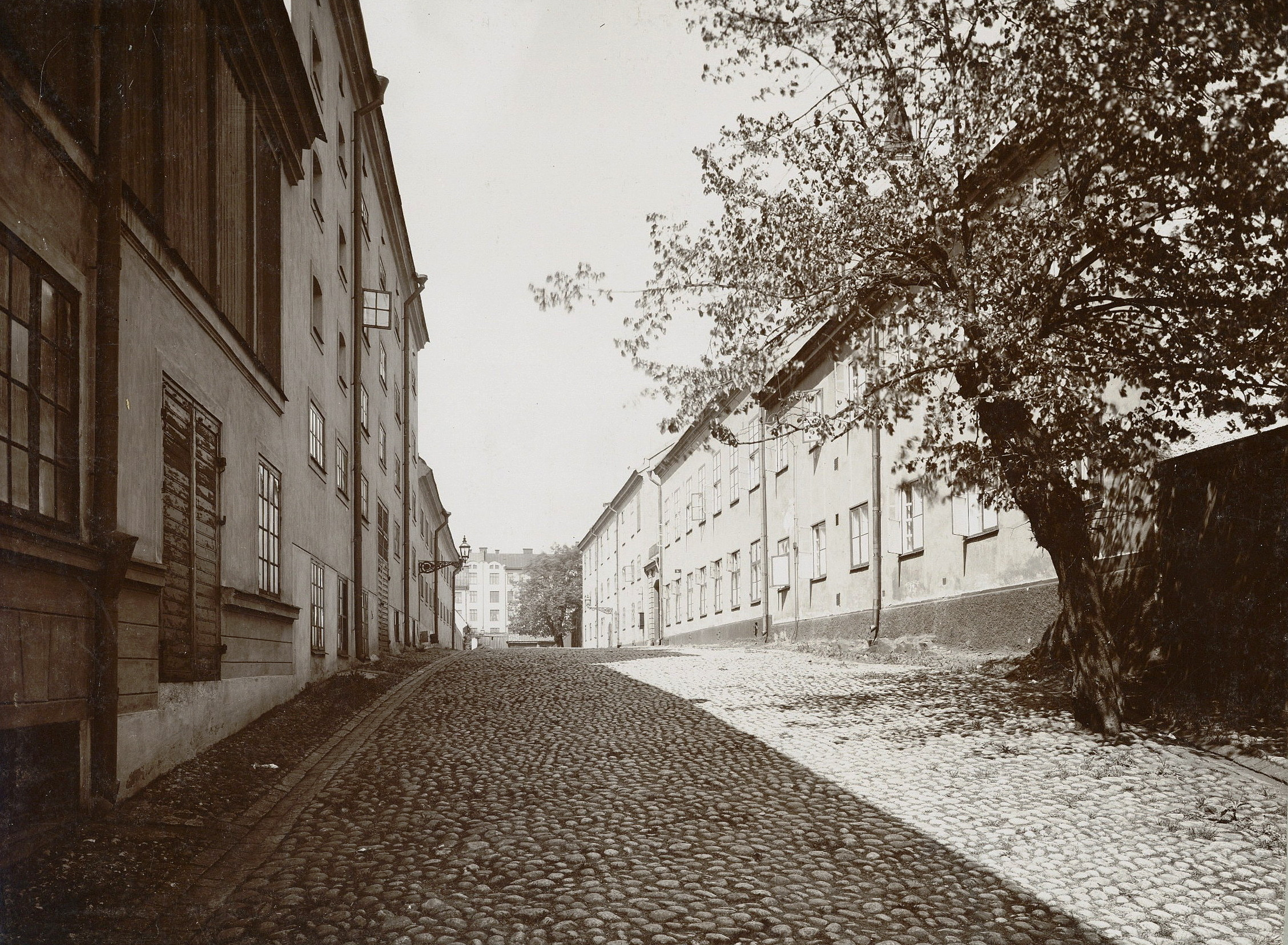
Nya Sandbergsgatan (dagens Bjurholmsgatan) norrut i maj 1906. T.v. Bjurholms Bryggeri, t.h. Katarina sinnessjukhus.

Bjurholmsgatan är en gata på Södermalm i Stockholm. Den sträcker sig från Katarina Bangata i norr via Bjurholmsplan till Ringvägen i söder och fick sitt nuvarande namn 1913. Vid gatan låg både Katarina sjukhus (tidigare Katarina kronobränneri) och Bjurholms Bryggeri.

## Historik
Gatans tidigare namn var bland annat Sandbergsgatan och Nya Sandbergsgatan. Förleden Sandberg syftar på den grusås som genomkorsar Södermalm och som 1655 kallades Sandberget.  Det nuvarande namnet fick gatan efter ölbryggaren Anders Bjurholm, vars bryggeri (se Bjurholms Bryggeri) låg i kvarteret Täppan direkt väster om gatan.

## Byggnader och kvarter längs gatan, urval

### Östra sidan
- Bjurholmsgatan 1–11 (kvarteret Tegen) är bebyggd med kulturhistoriskt värdefulla hus från 1740-talet. Kring 1700-talets mitt fanns här Stockholms största bryggeri (se Katarina kronobränneri) och mellan 1831 och 1933 nyttjades bryggerilokalerna av Katarina sjukhus. Bebyggelsen är blåklassad av Stockholms stadsmuseum, vilket innebär att husens kulturhistoriska värde motsvarar fordringarna för byggnadsminnen i kulturminneslagen.[3]

- I samma kvarter ligger lekparken Bryggartäppan, som skapades 2012 under ledning av konstnären Tor Svae. Bryggartäppan är en temapark och har miljöer i Per Anders Fogelströms roman Mina drömmars stad och Barnängens manufaktur som inspiration.[4]

- Bebyggelsen söder om Gotlandsgatan utgörs huvudsakligen av flerbostadshus från 1920- till 1930-talen ritade av bland andra Josef Östlihn (hörnhuset mot Bjurholmsplan) och Höög & Morssing (hörnhuset mot Ringvägen).[5]

### Västra sidan
- Bjurholmsgatan 10–16 (kvarteret Täppan) var platsen för Bjurholms Bryggeri som var verksamt fram till 1910. Industriområdet revs huvudsakligen på 1960-talet och HSB lät uppföra bostadsrättslägenheter efter ritningar av arkitekt Per Persson.

- Bebyggelsen söder om Gotlandsgatan utgörs huvudsakligen av flerbostadshus från 1920- till 1930-talen ritade av bland andra Ture Sellman (hörnhuset mot Gotlandsgatan) och Arvid Sjöqvist (hörnhuset mot Ringvägen).

## Bilder

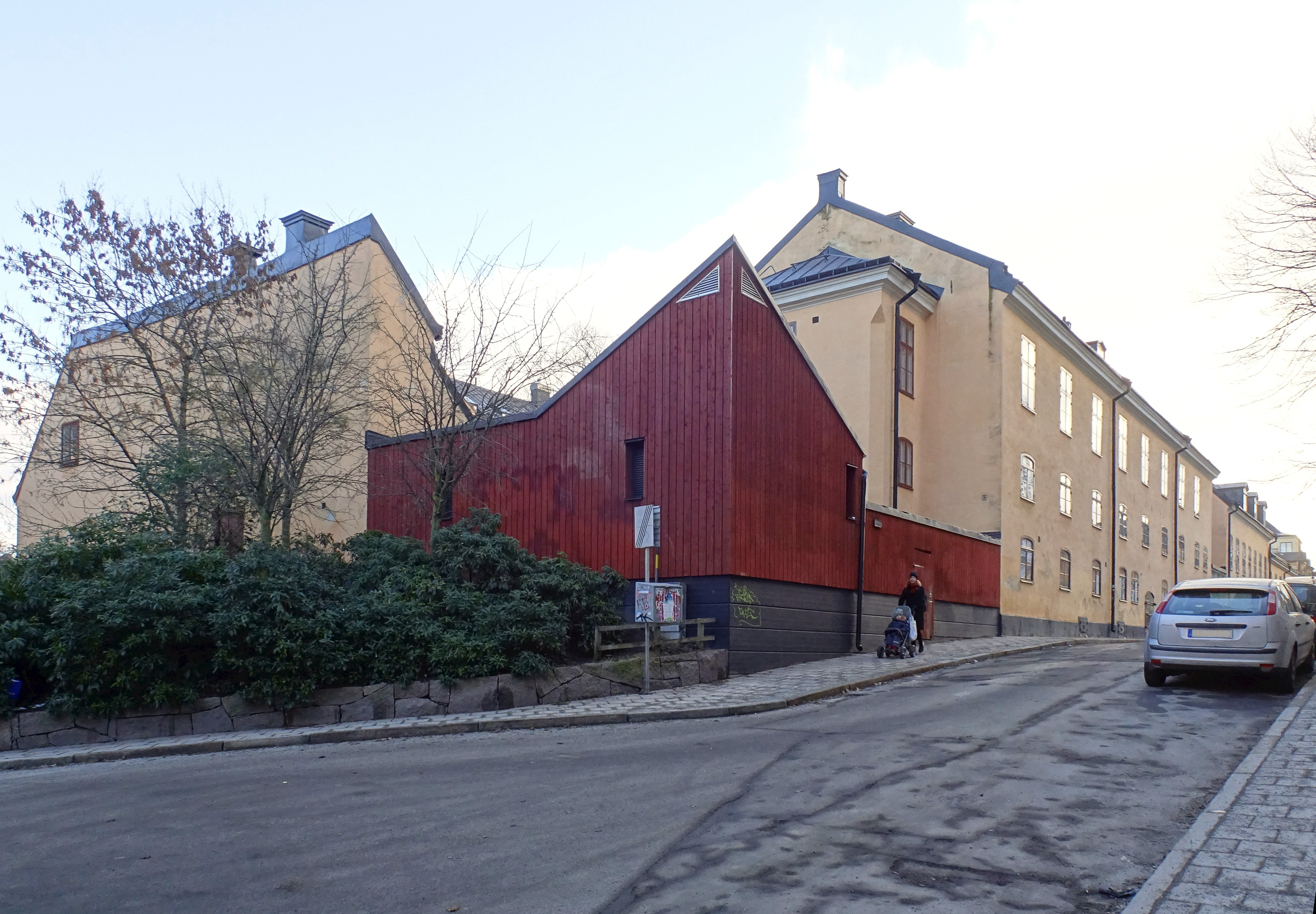
Bjurholmsgatan söderut från Katarina Bangata.
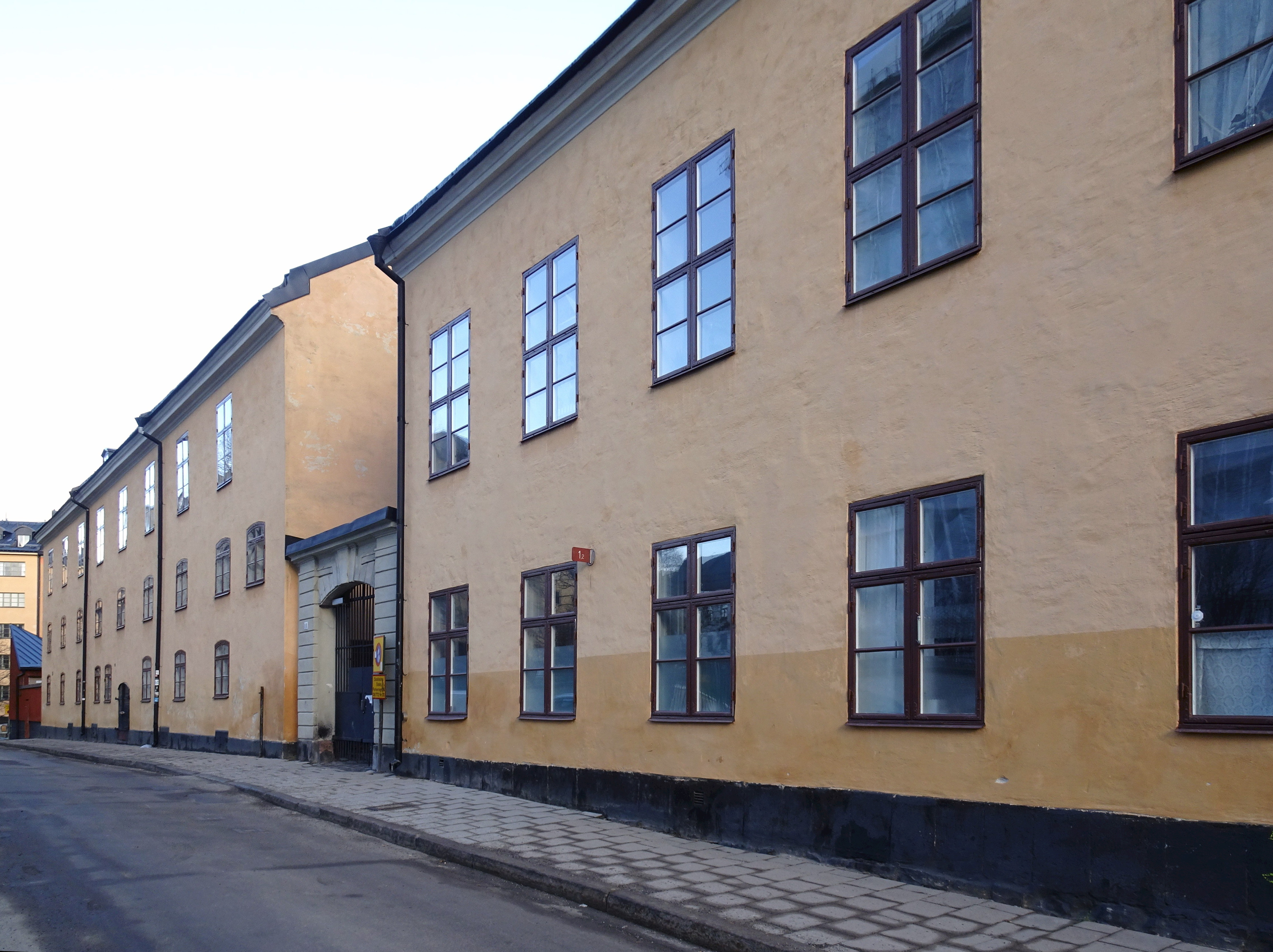
Bjurholmsgatan norrut med kvarteret Tegen t.h.
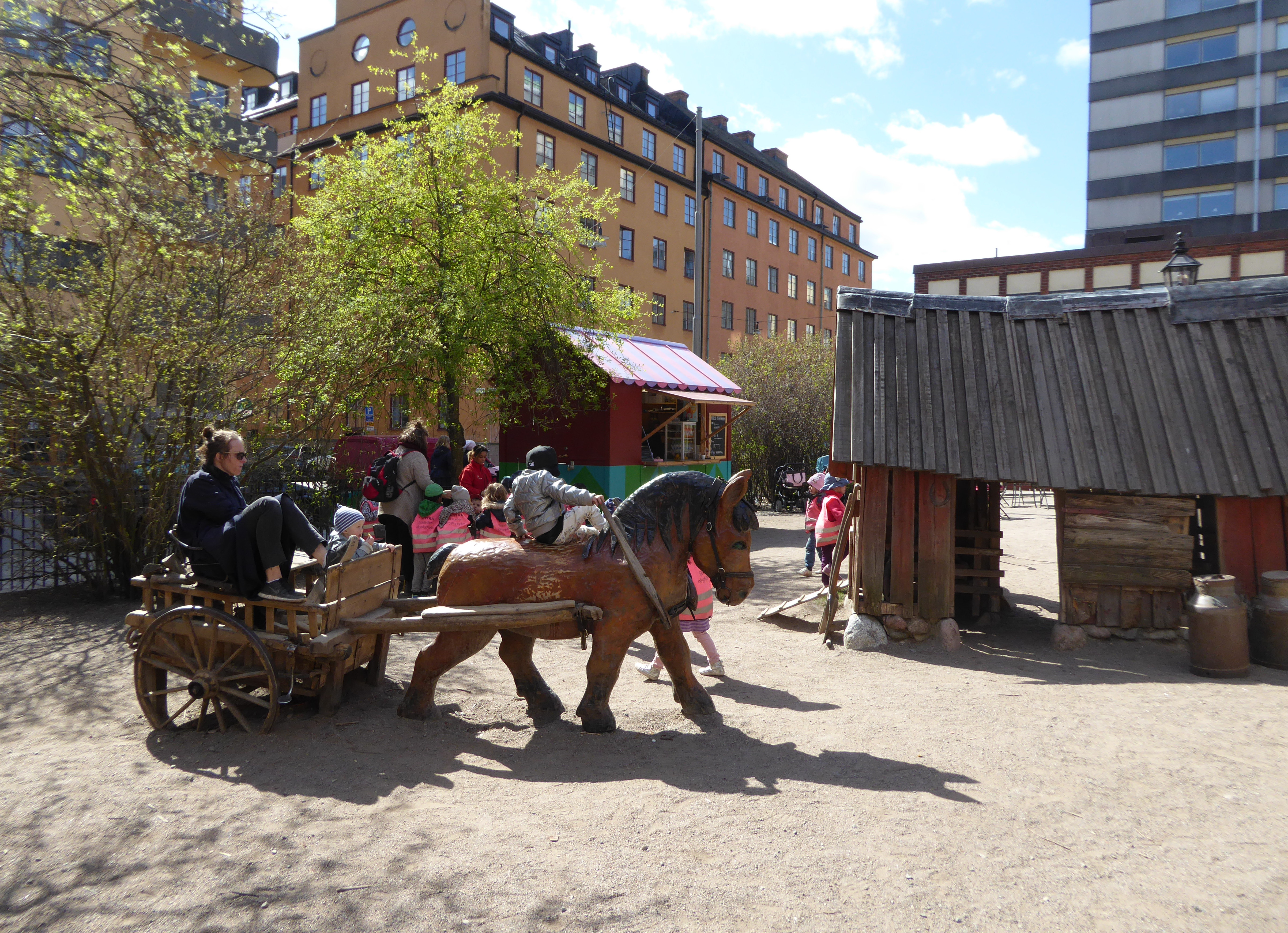
Lekplatsen Bryggartäppan.
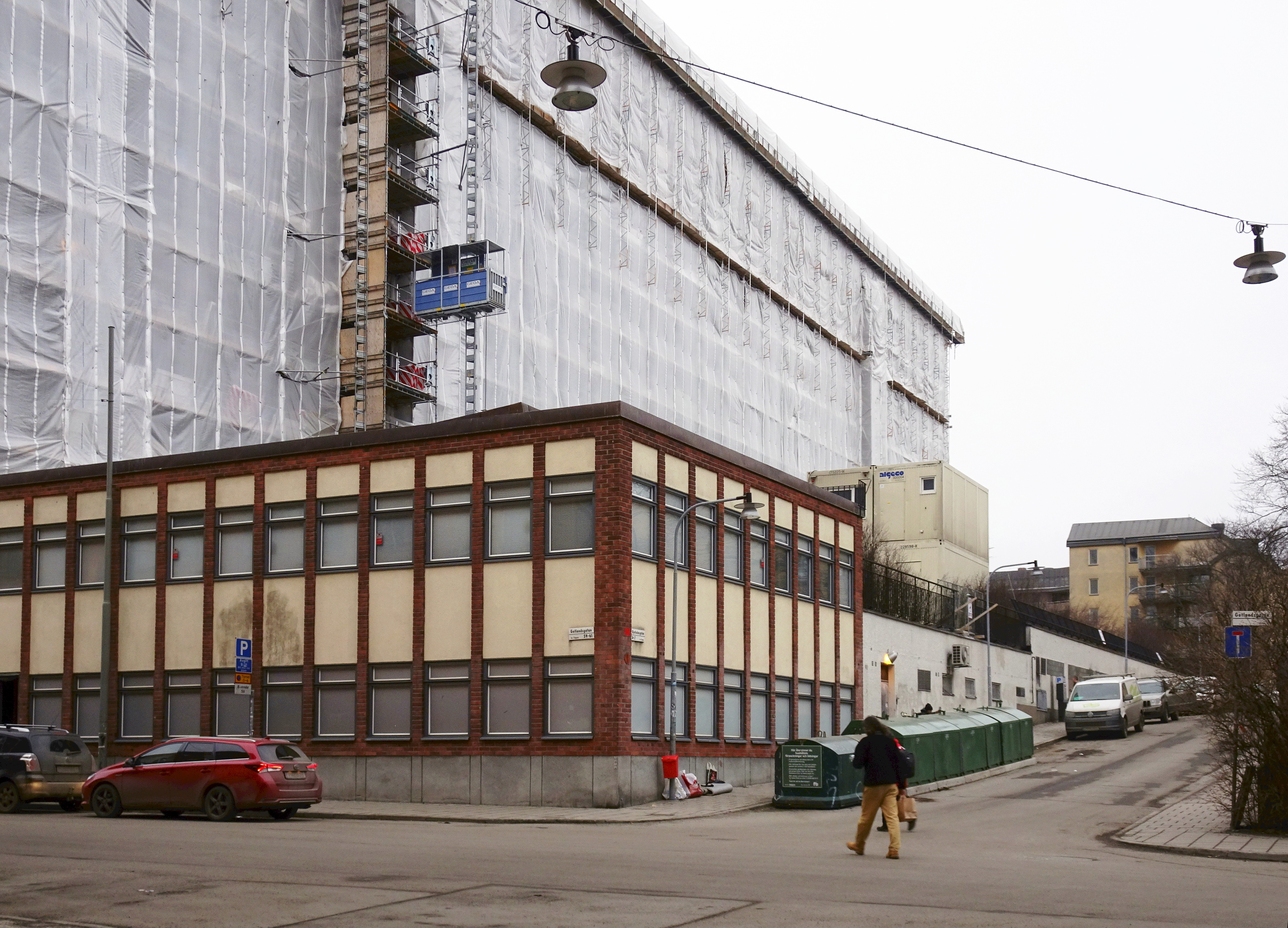
Kvarteret Täppan, HSB:s bostadshus.
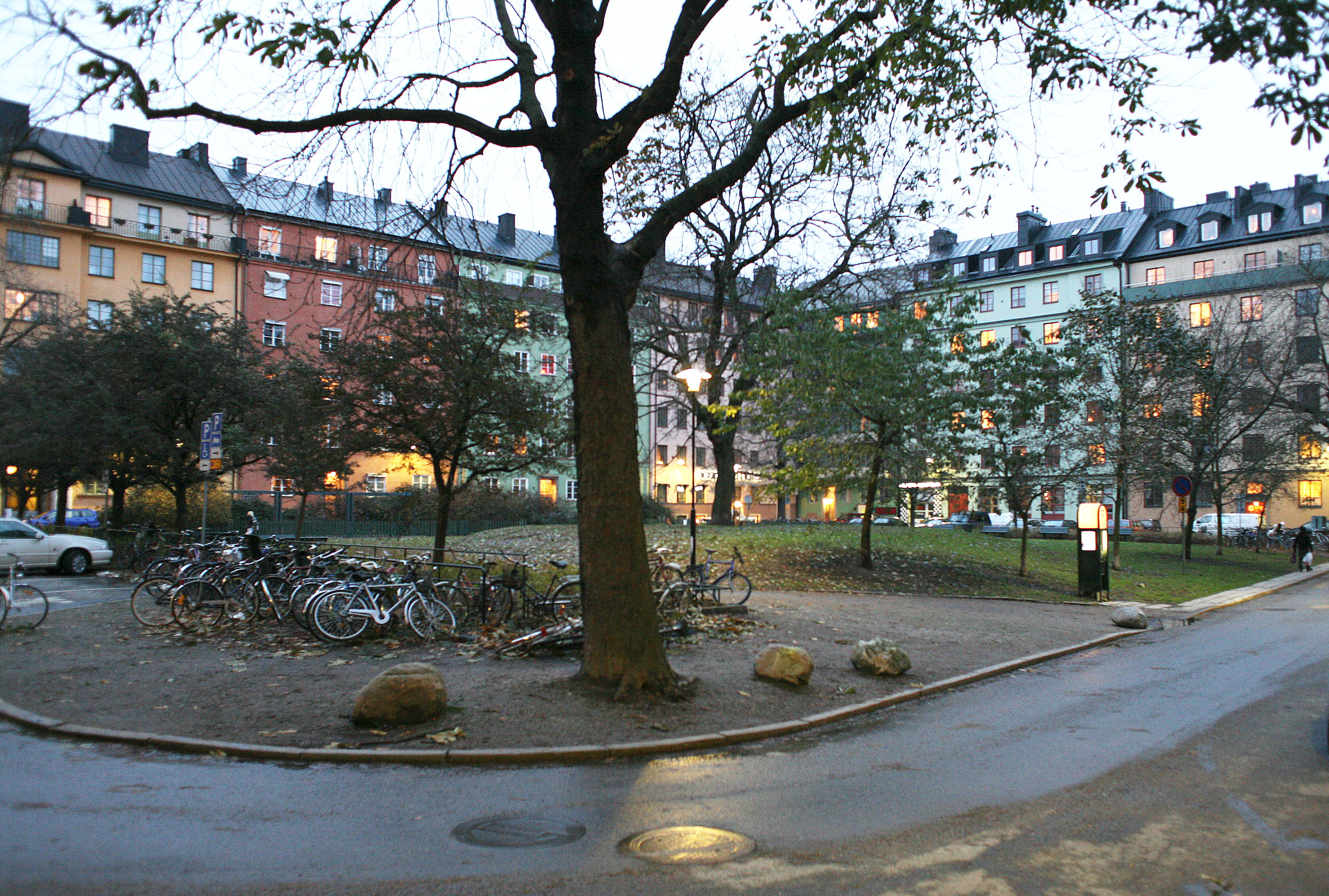
Bjurholmsplan.